# Chapman (Kansas)
Chapman est une ville du comté de Dickinson au Kansas (États-Unis). D'après le recensement de 2010, la population municipale s'élevait à 1 393 habitants.

## Personnes liées à la ville
- Joseph H. Engle